# Schaarbeeksepoort

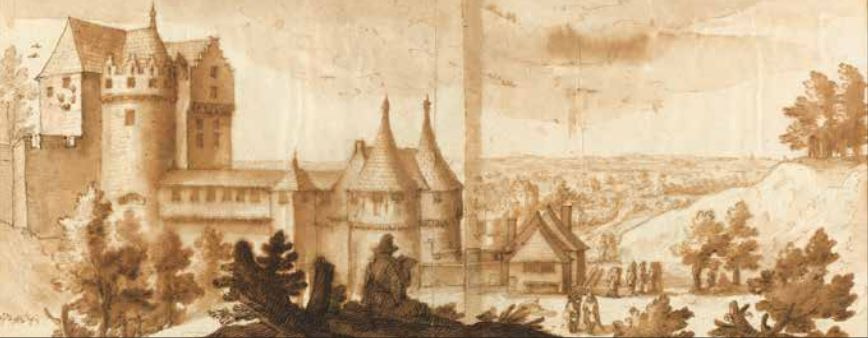
De poort weergegeven in 1613 door Cantagallina.

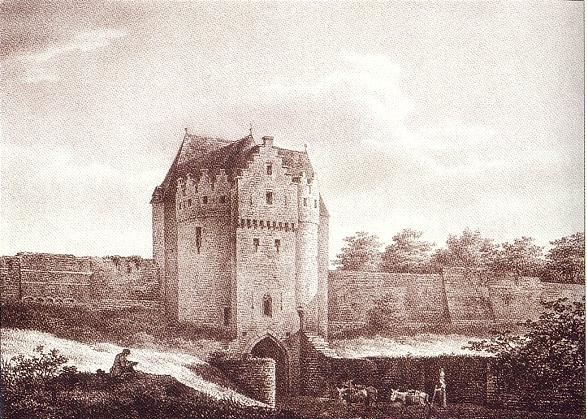
De poort vlak vóór ze gesloopt werd. De voorbouw is verdwenen.

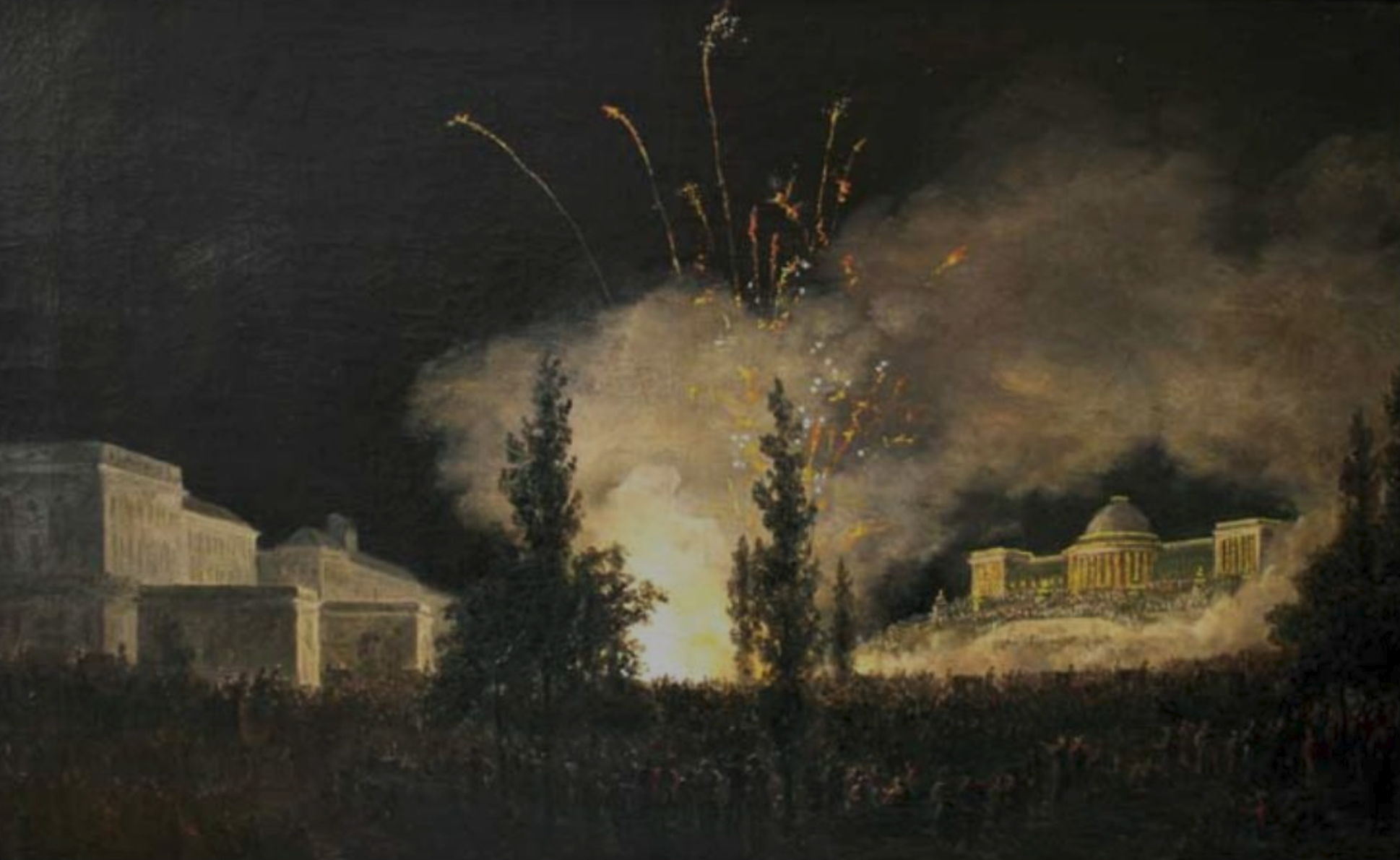
Inhuldiging van de Botanique in 1829. Links de Schaarbeeksepoort.

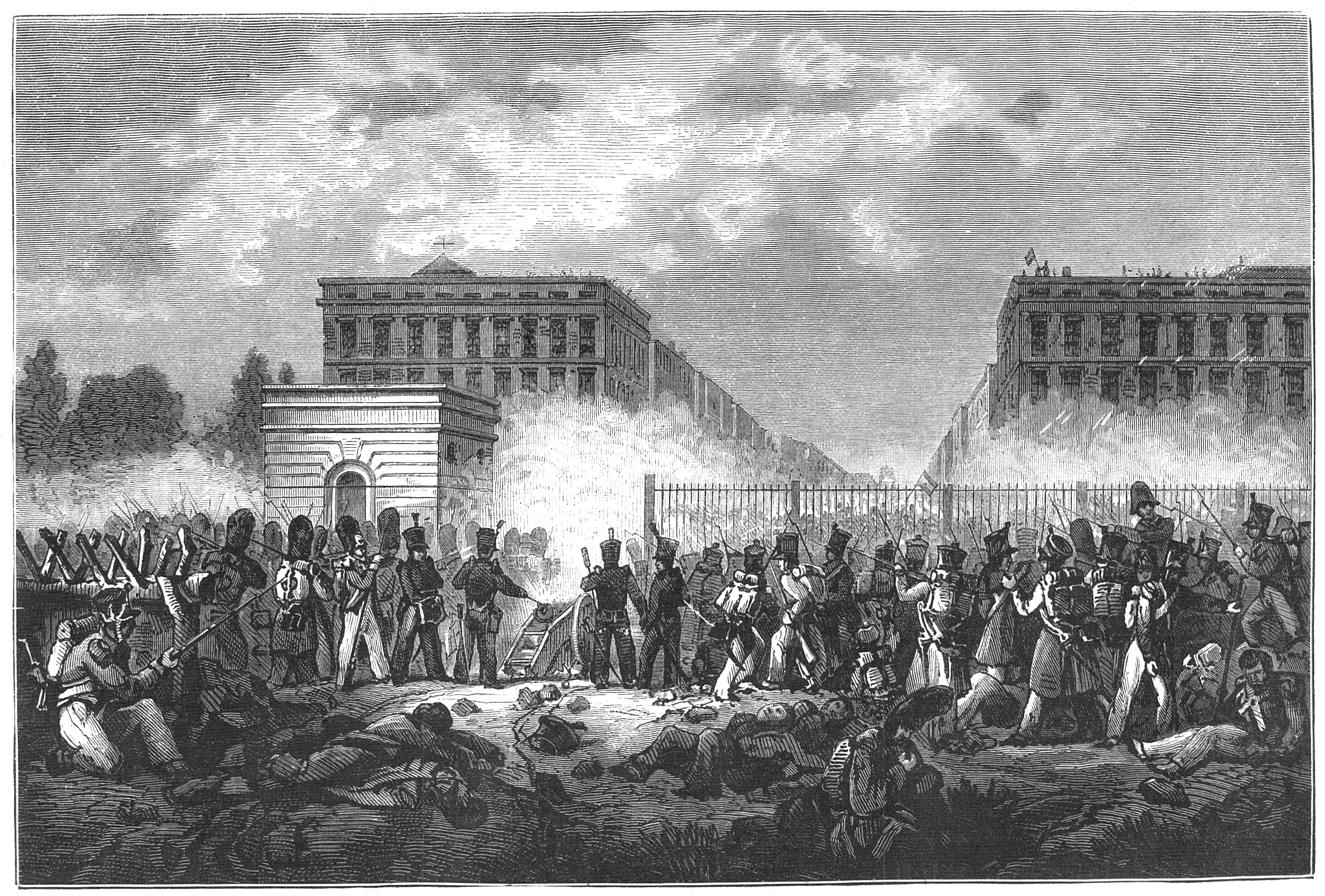
De aanval van het regeringsleger in 1830 op een houtsnede uit 1880.

De Schaarbeeksepoort (Frans: Porte de Schaerbeek) is een van de zeven stadspoorten die deel uitmaakten van de tweede stadsomwalling van Brussel. Van 1359 tot 1784 stond ze op de plek van de huidige Financietoren.
De bouw van de tweede ommuring ving aan in 1357. Wellicht hebben we een eerste vermelding van de poort in december 1359. Ze was ingeplant op de valleiflank boven de Broekstraat, een weg die naar de Warmoespoort op de eerste omwalling liep. Haar naam Coelscheporte duikt voor het eerst op in 1363. Traditioneel leest men dit als 'Keulsepoort', omdat ze uitgaf op een oude handelsweg naar Keulen. Het poortgebouw lag echter niet direct op de uitvalsweg (het wegennet moest worden aangepast om ze aan te sluiten op de Broekstraat) en bovendien liep de hoofdroute naar Keulen via de Leuvensepoort. Door de Coelscheporte ging men eerder naar Schaarbeek, Vilvoorde en Mechelen. Daarom is voorgesteld dat de naam oorspronkelijk verwees naar kolen in plaats van Keulen. Deze 'Koolsepoort' zou verbonden zijn met de grootschalige groentenkweek in het toenmalige Warmoesbroek, waar de poort lag. Ook de Ezelweg die erop uitkwam, verwees trouwens naar het dagelijkse groententransport dat er in die tijd plaatsvond. Toen het gehucht Schaarbeek een sterke verstedelijking begon te kennen, ging men spreken over de Schaarbeeksepoort.
In 1784 werd de Schaarbeeksepoort gesloopt om plaats te maken voor de brede lanen die wij nu kennen als de Brusselse binnenring. Er kwam een hek en tegen 1825 twee octrooipaviljoenen van stadsarchitect Nicolas Roget. Rond deze octrooipoort werd in 1830 fel gevochten tijdens de Septemberdagen van de Belgische Revolutie. Het regeringsleger opende door de poort kanonvuur op de opstandelingen in het Warandepark. Op 27 september, om 4u in de ochtend, schreef prins Frederik buiten de poort een brief aan zijn broer Willem om te zeggen dat hij Brussel opgaf. De tweede incarnatie van de Schaarbeeksepoort werd ontmanteld bij de afschaffing van het octrooi in 1860. Tegenwoordig wordt de benaming gebruikt voor het kruispunt tussen de Koningsstraat en de Kruidtuinlaan.

## Voetnoten
1. ↑  Er was van 1841 tot 1860 ook een Keulsepoort/Porte de Cologne aan het Rogierplein, die nogal verwarrend de oude naam kreeg van wat toen al de Schaarbeeksepoort was gaan heten.
2. ↑  Bram Vannieuwenhuyze, Brussel, de ontwikkeling van een middeleeuwse stedelijke ruimte , Proefschrift Geschiedenis, Universiteit Gent, 2008, nr. 1.1.279
3. ↑  Stéphane Demeter, "Essai sur le rôle des fortifications médiévales dans la structuration du paysage urbain Bruxellois", lezing op de workshop Landscape as material culture. Medieval landscapes as artefacts of power, Brussel, 15 april 2005